# De Zoete Inval (Haarlemmerliede)
De Zoete Inval is een hotel en vroegere speeltuin met café nabij de Noord-Hollandse dorpen Haarlemmerliede en Halfweg die tot en met 2018 behoorden tot de gemeente Haarlemmerliede en Spaarnwoude, maar sindsdien tot de gemeente Haarlemmermeer. Het is gelegen aan de Haarlemmerstraatweg ter hoogte van het Rotteweggetje ten oosten van het Rottepolderplein, ten westen van de Buiten Liede en ten noorden van de Ringvaart. 

## Geschiedenis

### Speeltuin en café
Veel bekender dan het hotel was de naam "De Zoete Inval" vanwege het op 19 mei 1930 geopende limonadetentje met speeltuin, 
dat oostelijker lag dan thans, ongeveer op de plaats van het huidige Rottepolderplein. De speeltuin bood vertier aan kinderen afkomstig uit de omgeving, maar vooral uit het nabijgelegen Haarlem en Amsterdam-West en met een halte van de tramlijn Amsterdam - Zandvoort in de nabijheid goed bereikbaar was. Daarnaast was het ook een geliefd uitje voor kinderen uit het gehele land begeleid door ouders, begeleiders of leerkrachten op bijvoorbeeld een schoolreisje.  
In 1960 moest de speeltuin verdwijnen, omdat op die plek het Rottepolderplein zou worden aangelegd. De speeltuin werd verplaatst naar de huidige plaats meer naar het westen tegenover de spoorwegovergang naar Haarlemmerliede en er verscheen in 1961 ook een café met professionele horecafaciliteiten van eigenaar F.v.d. Aar. 
De  faciliteiten in de speeltuin werden in de loop der jaren steeds verder uitgebreid en bestonden onder meer uit meerdere glijbanen, waaronder een hoge, schommels, wippen, een zelf te bedienen kleine draaimolen, een draaischijf, een hobbelpaard, een houten loopbrug door water, een grote schommelboot en een speelton. Ook was er een kabelbaan tussen een tweetal torens gespannen over zand en water waar de kinderen handmatig hangend naar de overkant konden glijden.
De toegang tot de speeltuin was gratis, maar een consumptie was verplicht zowel voor ouders en begeleiders als voor de kinderen. In het horecagedeelte en nabij het terras, waar de ouders of begeleiders toezicht op de spelende kinderen konden houden, bevonden zich ook andere faciliteiten waaronder grijpautomaten. Voorts was er een parcours voor trapauto's dat in tegenstelling tot de andere attracties niet gratis was, maar waarvoor moest worden betaald.

### Hotel
Na de aanleg van het Rottepolderplein veranderde de Haarlemmerstraatweg voor het doorgaande verkeer in een autosnelweg en verscheen er een ventweg voor het langzame verkeer. Hierbij verdween ook de halte van de bus die op 1 september 1957 de tram vervangen had en voortaan over de snelweg reed waarbij de speeltuin niet meer per openbaar vervoer bereikbaar was. 

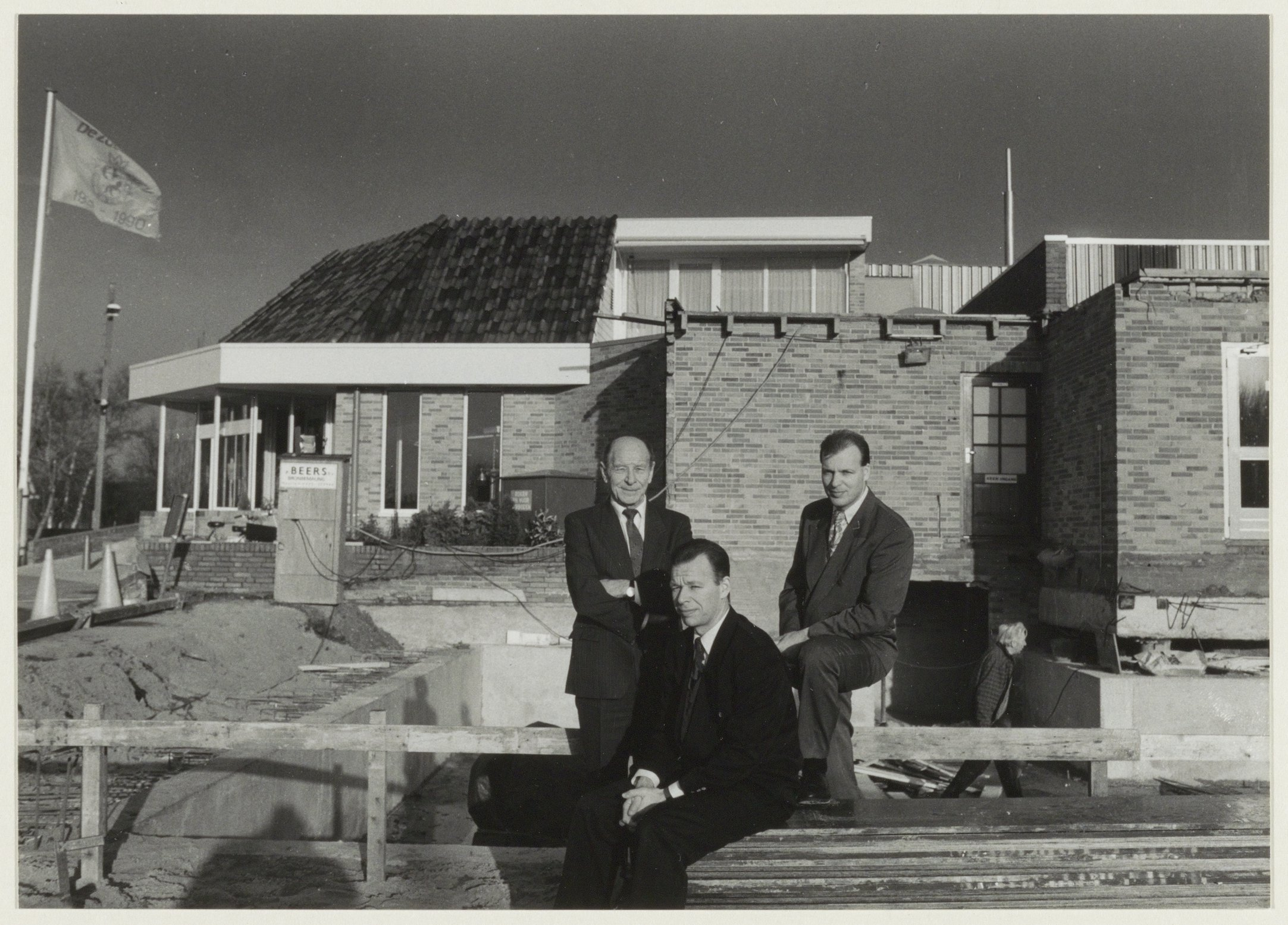
Eerste paal voor hotel wordt geslagen 1991

Eind jaren tachtig werd besloten op het terrein een hotel met faciliteiten te bouwen en was er geen plaats meer voor de speeltuin en het café, zodat deze moesten verdwijnen. Het viersterrenhotel bezit 57 kamers, meerdere restaurants, een terras, vergader- en feestzalen, een twaalftal bowlingbanen en heeft ruime parkeergelegenheid.    